# تاكينوري نيموتو
تاكينوري نيموتو (باليابانية: 根本雄伯؛ بالكانا: ねもと たけのり) هو موسيقي وملحن ياباني، ولد في 1969 في كاماكورا في اليابان.

## وصلات خارجية
- الموقع الرسمي
- تاكينوري نيموتو على موقع IMDb (الإنجليزية)
- تاكينوري نيموتو على موقع ميوزك برينز (الإنجليزية)
- تاكينوري نيموتو على موقع ديسكوغز (الإنجليزية)